# آيت واحسون (بونعمان)
آيت واحسون هي إحدى مشيخات المملكة المغربية، تتبع جغرافيا لإقليم تيزنيت وإداريًا لبونعمان. يقدر عدد سكانها بـ 4327 نسمة حسب الإحصاء الرسمي للسكان والسكنى لسنة 2004.